# Timur Işık
Timur Işık (* 16. November 1980 in Hamburg) ist ein deutscher Schauspieler.

## Leben
Timur Işık wurde als Sohn eines türkischen Zahnarztes und einer deutschen Mutter in Hamburg geboren, wo er auch aufwuchs. Er absolvierte von 2002 bis 2006 eine Schauspielausbildung an der Universität der Künste in Berlin. Direkt im Anschluss ging er in sein erstes Engagement am Münchner Volkstheater, dem er für drei Jahre (2006–2009) als festes Ensemblemitglied angehörte.
Zu Işıks Rollen am Münchner Volkstheater unter der Intendanz von Christian Stückl gehörten u. a.: die Titelrolle in Woyzeck (2006; Regie: Christian Stückl), Moritz Stiefel in Frühlings Erwachen (2006; Regie: Christine Eder), Zettel in Ein Sommernachtstraum (2007; Regie: Christian Stückl), Wahab in Verbrennungen von Wajdi Mouawad (2008; Regie: Christine Eder), Banquo in Macbeth (2008; Regie: Philipp Jescheck), der Koch Kim in Das Fest (2009; Regie: Jorinde Dröse) und Domingo in Don Karlos (2009; Regie: Christian Stückl).
In der Spielzeit 2009/10 trat er am Schauspielhaus Bochum in der Titelrolle des Märchens Der gestiefelte Kater auf; Regie führte Wolf-Dietrich Sprenger. Es folgten Gastengagements am Ballhaus Naunynstraße (2010–2012; 2014), am Heimathafen Neukölln (2011/2012), am Theater unterm Dach (2012, 2014) und an den Freien Kammerspielen Magdeburg. 2013 gastierte er am Stadttheater Bern als Sekretär Antonio in Goethes Schauspiel Torquato Tasso. 2014 trat er am Theater unterm Dach als Woyzeck in einer Inszenierung von Oleg Myrzak auf. In der Spielzeit 2014/15 spielte er Ballhaus Naunynstraße den Abraham in dem Theaterstück Vorhaut von Necati Öziri, unter der Regie von Miraz Bezar. 2019 gastierte er beim Theater unterm Dach mit Robert Schneiders Solo-Stück Dreck.
Işık hatte Rollen u. a.: in den Kinofilmen Ayla (2010; als Ayhans jüngerer Bruder Mehmet, der die Familienehre und die Tradition zu verteidigen sucht) und 5 Jahre Leben (2013). Er hatte außerdem Episodenrollen in den Fernsehserien Allein gegen die Zeit (2012) und Flemming (2013). In dem Kriminalfilm Prager Frühling aus der ZDF-Krimireihe Ein starkes Team (2013) verkörperte Işık den, nach dem Verlust seines Führerscheins, arbeitslos gewordenen Speditionsmitarbeiter Patrick Scholz, der auf einem Waldparkplatz Opfer eines Mordanschlags wird.
In der ZDF-Fernsehreihe Kreuzfahrt ins Glück war er am 1. Januar 2015 in der Episode Hochzeitsreise in die Türkei zu sehen. Er spielte einen erfolgreichen Staatsanwalt  türkischer Herkunft, der eine fast 10 Jahre ältere deutsche Rechtsanwältin (Claudia Mehnert) heiratet und dadurch in Konflikt mit seiner türkischen, verwitweten Mutter (Nursel Köse) gerät. In dem ARD-Fernsehfilm Die Informantin (Erstausstrahlung: März 2016) war Işık in einer der Hauptrollen als Fitnessclub-Besitzer und Drogenschmuggler Musab zu sehen. In der Krimiserie Morden im Norden (2017) spielte er in einer Episodenhauptrolle den albanischen Stripclub-Besitzer Bojan Vesic, der als V-Mann für die Lübecker Kriminalpolizei arbeitet. In dem im Juni 2017 erstausgestrahlten Fernsehfilm Ein Sommer in Prag aus der Ein Sommer in...-Filmreihe des ZDF, dessen Dreharbeiten Anfang September 2016 in Prag begonnen hatten, spielte er, an der Seite von Laura Preiss und Katja Weitzenböck eine der männlichen Hauptrollen, den Fotojournalisten Raul, der sich in die Tochter der weiblichen Hauptfigur verliebt. In der ZDF-Serie SOKO Leipzig (2017) war Işık in einer weiteren Episodenhauptrolle zu sehen; er spielte den Fitnesstrainer Ercan Durmuz, der sich als verdeckter BKA-Ermittler herausstellt.
In der 5-teiligen ZDF-Krimiserie Die Protokollantin (2018) mit Iris Berben als Titelfigur spielte Işık in einer durchgehenden Hauptrolle den Berliner LKA-Ermittler Yanik Akbay. In dem TV-Thriller Der Auftrag, der im März 2019 erstausgestrahlt wurde, verkörperte er eine der Hauptrollen, den libanesischen Gangsterboss Ahmed Sayed. Im 5. Film der TV-Reihe Der Lissabon-Krimi (2020) spielte Işık eine der Hauptrollen, den tatverdächtigen katholischen Priester Padre Cristovao Lima, den Initiator und Betreuer eines Straßenkinderprojekts. In der 18. Staffel der ZDF-Serie SOKO Wismar (2021) übernahm er eine dramatische Episodenhauptrolle als tatverdächtiger alleinerziehender Vater, der seinen Sohn gegen Mobbing in der Schule beschützen will. In der 22. Staffel der ZDF-Serie SOKO Leipzig (2021) spielte er eine weitere Episodenhauptrolle als tatverdächtiger ehemaliger Klient eines getöteten Bauunternehmers. In der vierten Staffel der Fernsehserie Charité (2024) spielte er die Hauptrolle des Neurotechnologen Dr. Ferhat Williamson.
Işık ist außerdem als Sprecher für Hörspiele, für Features im Rundfunk und Fernsehen und für Werbespots tätig. Im Juni 2005 übernahm er bei der Deutschland-Lesereise von Donna Leon bei ihrem Auftritt im Renaissance-Theater Berlin in Berlin die Lesung der deutschsprachigen Textpassagen aus ihrem Roman Beweise, daß es böse ist. Commissario Brunettis dreizehnter Fall.
Işık lebt in Berlin.

## Filmografie (Auswahl)
- 2010: Ayla (Kinofilm)
- 2011: Viva Berlin (Webserie)
- 2012: Allein gegen die Zeit (Fernsehserie)
- 2013: Flemming (Fernsehserie, Folge: Gruppenspiele)
- 2013: 5 Jahre Leben (Kinofilm)
- 2013: Ein starkes Team – Prager Frühling (Fernsehreihe)
- 2013: Frauen, die Geschichte machten: Kleopatra; Fernsehserie/Dokumentation
- 2015: Kreuzfahrt ins Glück: Hochzeitsreise in die Türkei (Fernsehreihe)
- 2016: Die Informantin (Fernsehfilm)
- 2016: Terra X: Ein Tag im Alten Rom
- 2016: Smaragdgrün (Kinofilm)
- 2017: Morden im Norden (Fernsehserie, Folge: Bernsteinfieber)
- 2017: Ein Sommer in Prag (Fernsehreihe)
- 2017: SOKO Leipzig (Fernsehserie, Folge: Das genetische Limit)
- 2017: Der Kommissar und das Kind (Fernsehfilm)
- 2018: In aller Freundschaft – Die jungen Ärzte (Fernsehserie, Folge: Kontrollverlust)
- 2018: Die Protokollantin (Fernsehserie)
- 2019: Der Auftrag (Fernsehfilm)
- 2020: Der Lissabon-Krimi: Zum Schweigen verurteilt (Fernsehserie)
- 2021: SOKO Wismar (Fernsehserie, Folge: Bodyguard)
- 2021: SOKO Leipzig (Fernsehserie, Folge: Auf Sand gebaut)
- 2022: Marie fängt Feuer: Ungewisse Zukunft (Fernsehreihe)
- 2023: Tatort: Schutzmaßnahmen (Fernsehreihe)
- 2023: SOKO Hamburg (Fernsehserie, Folge: Das Leben ist eine Baustelle)
- 2023: 5 Seasons – eine Reise (Kinofilm)
- 2023: Die Heiland – Wir sind Anwalt (Fernsehserie, Folge: Biggis Blond)
- seit 2023: Tatort → siehe Tatort (Dresden) (Fernsehreihe)
  - 2023: Tatort: Was ihr nicht seht (Fernsehreihe)
  - 2024: Tatort: Unter Feuer (Fernsehreihe)
  - 2025: Herz der Dunkelheit
- 2024: Die Liebeskümmerer
- 2024: Charité (Fernsehserie)
- 2024: Blutige Anfänger (Fernsehserie, Folge: Die Staatsschützerin)
- 2024: Notruf Hafenkante (Fernsehserie, Folge: Tödliche Keime)
- 2025: Die Jägerin – Gegen die Wut (Fernsehreihe)

## Hörspiele
- 2006: Esmahan Aykol: Bakschisch – Bearbeitung/Regie: Judith Lorentz (Hörspiel – SWR)